# Mihăilești (Buzău)
Mihăileşti è un comune della Romania di 2 102 abitanti, ubicato nel distretto di Buzău, nella regione storica della Muntenia.
Il comune è formato dall'unione di 4 villaggi: Colțăneni, Mărgineanu, Mihăilești, Satu Nou.

## Il disastro di Mihăileşti
Mihăileşti fu teatro di uno dei più gravi incidenti legati al trasporto stradale della storia della Romania.
Il 24 maggio 2004, alle 5.50, a seguito di un incidente, un autocarro che trasportava 20 tonnellate di nitrato d'ammonio esplose sulla Strada Europea E85 vicino alle abitazioni, provocando una voragine profonda 6.5 m. e del diametro di 21 m.
Nell'incidente persero la vita 18 persone, tra cui 7 vigili del fuoco e 2 giornalisti dell'emittente televisiva Antena 1, ed altre 13 rimasero gravemente ferite.
Parti metalliche dell'autocarro vennero lanciate dall'esplosione ad oltre 200 m di distanza, provocando danni non trascurabili agli edifici circostanti.

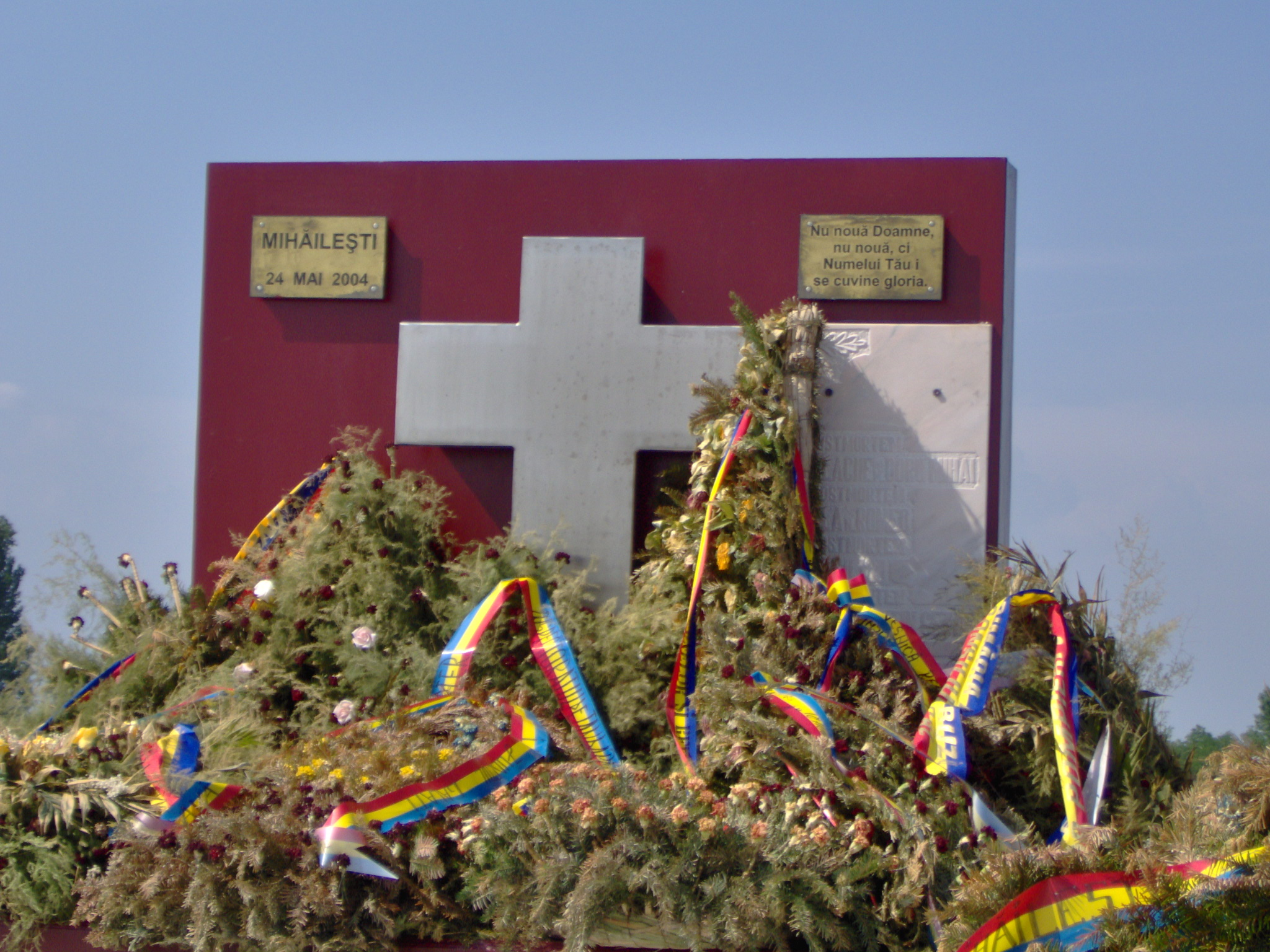
Il monumento eretto a Mihăileşti nel 2007 in memoria delle vittime dell'incidente